# Margaritaria cyanosperma
Margaritaria cyanosperma är en emblikaväxtart som först beskrevs av Joseph Gaertner, och fick sitt nu gällande namn av Airy Shaw. Margaritaria cyanosperma ingår i släktet Margaritaria och familjen emblikaväxter.
Artens utbredningsområde är Sri Lanka. Inga underarter finns listade i Catalogue of Life.